# Игуманија Минодора (Томић)
Минодора Томић (Стубо код Ваљева, 19. септембар 1940 — Манастир Рајиновац, 27. август 2019) била је православна монахиња и игуманија Манастира Рајиноваца.

## Биографија

### Детињство
Рођена је 19. септембара 1940. године у селу Стубо код Ваљева.
Завршила је основну и средњу школу у месту рођења.

### Монашки постриг
Године 1960. ступа на монашки пут у Манастир Ћелије код Ваљева. Духовни отац јој је био преподобни, архимандрит Јустин Поповић. Из Манастира Ћелија, прелази неко време у Манастир Дужи код Требиња. У Манастир Рајиновац код Гроцке долази 21. августа 1969. године. Где на празник Малу Госпојину, прима монашки постриг од стране патријарха српског Г. Германа Ђорића и добива име Минодора.

### Игуманија Манастира Рајиновца
Благословом Његове Светости Патријарха српског Г. Павла Стојчевића, 1997. године постављена је на дужност старешине Манастира Рајиновца.

### Смрт
Преминула је 27. августа 2019. године на Војномедицинској академији у Београду. Сахрањена је 28. августа 2019. године на монашком гробљу Манастира Рајиновца.